# Leucanopsis terola
Leucanopsis terola là một loài bướm đêm thuộc phân họ Arctiinae, họ Erebidae.